# NHK手話ニュース
『NHK手話ニュース』（エヌエイチケイしゅわニュース）は、NHK教育テレビジョン（NHK Eテレ）で放送されているニュース番組。1990年4月に『きょうのニュース〜聴覚障害者のみなさんへ〜』（きょうのニュースちょうかくしょうがいしゃのみなさんへ）として放送を開始し、1996年4月に現タイトルとなった。

## 概要
教育テレビの手話ニュース番組は1990年4月2日に夜の『きょうのニュース〜聴力障害者のみなさんへ〜』が第1号。 1994年4月4日からは新たに『お昼のニュース〜聴覚障害者のみなさんへ〜』が放送開始
（いずれも放送上のタイトルは『NHKニュース〜聴覚障害者のみなさんへ〜』だった。）。1996年4月1日に2つの番組が『NHK手話ニュース』と改称される。 1997年4月7日からは平日夜間の放送を拡充した『手話ニュース845』が開始となる。
2011年3月に発生した東日本大震災（東北地方太平洋沖地震）で、特設ニュースを初めて放送。以降、2012年度には台風接近時や大雨などの異常気象時、地震や津波注意報発表時に随時特設ニュースを放送していた。ただし総合テレビのニュースとは異なり、台風接近時や大雨などの異常気象時であっても放送時間が拡大されたことはない。
高校野球中継による放送時間の変更は行われるが、野球中継を理由にした放送休止ではない。
総合テレビの『国会中継』の場合は中継を中断して放送する。

## 放送形式
当初は放送では手話が出来る人物、手話通訳者であったり、自身が聴覚障害を抱えていたり、それぞれであったが、1991年から３年間「みんなの手話」の講師として出演した木村晴美が「手話ニュース」の初のろうキャスターとして採用された時点では手指日本語（日本語対応手話）が使用されていたが、木村の問題意識を反映する形で２０００年代はじめから徐々にろうキャスターへの交代が進み、現在ではろうキャスターが日本手話で放送を行っている。収録にはプロンプターで映写された日本語文の原稿を見て、ろうキャスターが手話で表出するサイト・トランレーションが使われている。開始当初、リードの部分を手話通訳者が、VTRや気象画面の部分を画面に登場しないアナウンサー（総合テレビでの「ニュースリーダー」にあたる）がそれぞれ分担してニュースを伝えたが、2012年度時点ではニュース原稿すべてをアナウンサーが担当する。移行期において昼の放送では手話通訳者が挨拶だけ話した時期があったが、それも廃止となり、ナレーションによる挨拶がなされる。
アナウンサーは主にNHK日本語センター所属（または出向）のアナウンサーが担当する。日本語センター所属の、NHKを一度退職したアナウンサーも含まれる。NHK日本語センター所属以外では元NHKアナウンサーで声優の名取将も担当する。放送では映らないが、アナウンサーが読み上げる「アナブース」内の映像も副調整室に映し出されている。
VTR映像を使用する時は手話が映されない。また、手話が苦手な視聴者もいる。そのため、手話以外にもルビ（振り仮名）付きの字幕スーパーを使用している。
映像サイズはアナログ・デジタルとも4:3で放送していたが、2008年12月からデジタル放送でのハイビジョン放送対応を開始（マルチ編成時はSD放送）。アナログ放送では2010年7月5日からレターボックス放送。
2012年1月29日には総合テレビの「NHKとっておきサンデー」内の「どーもNHKです」のコーナーで手話ニュース（この時は手話ニュース845の月曜日放送分）の製作現場の舞台裏が紹介された。
2014年4月よりNHK手話ニュースのホームページが開設され、放送後のニュース動画が掲載されるようになったものの、動画は月曜 - 金曜（祝日含む）夜の「手話ニュース845」のみの掲載であり、お昼や土曜・日曜の放送はHPへの動画掲載は行われていなかったが、2020年3月からはNHKプラスで同時配信と見逃し配信を行っている。なお2014年7月からは児童・生徒向けの「こども手話ウイークリー」の動画掲載も行っている。
なお、教育テレビ→Eテレでの定時の帯番組とは別に、2023年度下半期の10月8日放送分から、毎週日曜日20:45から21:00までのNHK総合テレビジョンにおける定時ニュース（全国ニュースは20:55まで、以後5分はNHK放送センター製作で関東地方・甲信越地方の10都県向けローカルニュース）を対象として、画面左側にワイプによる手話通訳を入れたニュースを生放送する（但し天気予報や選挙開票など、字幕を多用することで、視覚的要素で伝えられるものは原則除く）。これまで総合テレビでの手話通訳を入れるべきとする意見はあったが、突発的な速報などの対応や専門用語の扱いなどの問題から実現には至らなかった。また2023年4月の統一地方選挙で手話通訳付き開票速報を行ったりするなど、手話通訳入り放送のノウハウが蓄積されたことによってその正確性が担保されたと判断したものとされる。なお、日曜の20:45の枠は、元々平日にEテレの手話ニュースを視聴している方々の、視聴週間に寄り添うことができるのではないかとする判断もある。

## 各番組概要

### 平日昼
- 月曜日 - 金曜日 13:00 - 13:05（1996年4月より現在の時間）

高校野球中継の都合で5分繰り下がる事がある。
1994年4月から1996年3月までの放送時間は13:30からの5分間放送。
前述の通り2011年3月11日発生の東日本大震災直後より随時特設ニュースを挿入し、同年3月28日から7月15日までは月曜日 - 金曜日 15:30 - 15:35、土曜日 16:55 - 17:00、日曜日 14:25 - 14:30にも放送していた。

### 平日夜
- 月曜日 - 金曜日 20:45 - 21:00

『きょうのニュース』として開始した1990年4月から1997年3月まで、19:50からの10分間放送。1996年4月から1年間は『NHK手話ニュース』として放送。
1997年4月から放送時間を20:45に移し、『NHK手話ニュース845』となる。なお、オリンピックやパラリンピックの開会式中継などの事情で別時間に手話ニュースを放映する場合は本タイトルにて放送する場合がある。

### 週末夜
- 土曜日・日曜日 19:55 - 20:00

週末の放送は1996年4月に始まり、放送時間の変更は行っていない。

### 週間手話ニュース
- 土曜日 11:40 - 12:00（高校野球開催時は11:54まで[注釈 2]）

『聴力障害者の時間』（後に『聴覚障害者のみなさんへ』『ろうを生きる 難聴を生きる』と改題し、現在は『ハートネットTV』に編入され『#ろうなん〜ろうを生きる難聴を生きる〜』のコーナーとなった）の中で『週間手話ニュース』を行っていたが、現在は独立した番組として放送している。
こども手話ウイークリー

## 出演者
平日昼
- 月曜日 工藤咲子
- 火曜日 小野寺善子
- 水曜日 工藤咲子
- 木曜日 河合祐三子
- 金曜日 小野寺善子

週末夜
- 土曜日 加藤小夜里
- 日曜日 赤堀仁美

週間手話ニュース
- 河合祐三子、小野寺善子、工藤咲子（隔週）
- 小野広祐、板鼻英二、戸田康之（隔週）

## テーマ音楽
- 2011年1月3日 - 2018年3月31日：小倉昌浩
- 2018年4月1日 - 現在：小倉昌浩